# Tyson Foods
Tyson Foods – amerykańskie przedsiębiorstwo z siedzibą w Springdale w stanie Arkansas, zajmujące się produkcją drobiu, wołowiny, wieprzowiny oraz gotowych produktów mięsnych. Założone w 1935 roku przez Johna W. Tysona. W 2015 roku przedsiębiorstwo zajęło 311 pozycję w rankingu Global 500 magazyu Fortune.
Przedsiębiorstwo posiada w sumie 45 zakładów przetwarzania drobiu, a także 12 zakładów przetwarzania wołowiny, 9 zakładów przetwarzania wieprzowiny, 38 zakładów przetwarzania gotowych produktów mięsnych, 12 centrów dystrybucyjnych, 51 chłodni oraz 1 zakład R&D. W sumie w zakładach produkcyjnych firmy w 2015 roku średnio tygodniowo przetwarzano 35 mln sztuk drobiu, 128 tys. sztuk bydła, 401 tys. sztuk świń oraz wytwarzano średnio 68 mln funtów gotowych produktów mięsnych.
Przedsiębiorstwo dystrybuuje swoje produkty w około 130 państwach. Do głównych rynków, na których jest obecne, należą Brazylia, Kanada, Ameryka Centralna, Chiny, Unia Europejska, Japonia, Meksyk, Bliski Wschód, Korea Południowa oraz Tajwan. Największym klientem przedsiębiorstwa w 2015 roku był Walmart, który odpowiadał za 16,8% sprzedaży.